# 逢侯
逢侯（ほうこう、拼音：Fénghóu　生没年不詳）は、中国後漢時代の南匈奴の対立単于。休蘭尸逐侯鞮単于の子。

## 生涯
休蘭尸逐侯鞮単于の子として生まれる。
永元6年（94年）、亭独尸逐侯鞮単于が即位すると、逢侯は薁鞬日逐王となる。南匈奴に降伏していた北匈奴人5～600人は南単于を夜襲したが、安集掾の王恬の護衛によって撃ち破られた。これをきっかけに南匈奴に降っていた他の北匈奴人15部24万人は一斉に離反し、逢侯を脅迫して単于に擁立し、後漢の吏人を殺略し、郵亭廬帳（郵便局）を焼き払った上に車輛を率いて朔方郡に向かい、漠北に渡ろうとした。そこで朝廷は行車騎将軍の鄧鴻・越騎校尉の馮柱・行度遼将軍の朱徽を派遣して左右羽林（近衛軍）・北軍（首都城門守備軍）の五営（越騎・屯騎・歩兵・長水・射声の五校が管領する兵）および郡国の積射・縁辺兵を率いさせ、護烏桓校尉の任尚には烏桓・鮮卑を率いさせてこれを討伐した。逢侯はそのとき南単于と使匈奴中郎将の杜崇を牧師城で包囲していたが、その年の冬に討伐軍が美稷に到着したので、氷の黄河を越えて満夷谷へ向かった。大城塞で南単于と討伐軍の追撃にあい、さらに鮮卑大都護の蘇抜廆・烏桓大人（たいじん：部族長）の勿柯を率いる任尚に満夷谷で大破させられ、塞外へ遁走した。
永元7年（95年）、逢侯は塞外で族民を左右二部に分け、自身は右部を領して涿邪山の麓に駐屯し、そこから数百里隔てて、左部は朔方郡の西北に駐屯した。
永元8年（96年）冬、左部の胡人らは相互不信から逢侯に叛いて朔方塞内に戻ってきたので、行度遼将軍の龐奮はこれを迎え入れ慰撫受容し、北辺の諸郡に分置した。逢侯の部衆は飢え苦しみ、その上鮮卑にも攻撃されて身を置くところがなくなり、長城内に戻ってくるものが絶えなかった。
南単于が連年出兵して逢侯を討伐し、捕虜を連れて帰るので、逢侯は急速に困窮していった。
永初4年（117年）、逢侯は鮮卑に破られ、その部衆は分散して北匈奴に帰順した。
永初5年（118年）春、逢侯は百余騎を率いて朔方塞に来降した。度遼将軍の鄧遵は上奏して逢侯を潁川郡に移住させた。

## 参考資料
- 『後漢書』（南匈奴列伝）